# Герхард Рантцау
Герхард (Герд) Рантцау (на немски: Gerhard (Gert; Geert) von Rantzau zu Breitenburg; * 18 октомври 1558 в Зегеберг; † 28 януари 1627 в Копенхаген) е благородник от Рантцау в Южен Шлезвиг-Холщайн, господар на замък Брайтенбург, датски щатхалтер в кралската част на Шлезвиг-Холщайн (1600 – 1627).
Той е четвъртият син (от седем сина и пет дъщери) на хуманиста Хайнрих Рантцау (1526 – 1598), финансов и политически съветник на датските крале и датски щатхалтер в кралската част на Шлезвиг-Холщайн (1556 – 1598), и съпругата му Кристина фон Хале (1533 – 1603), наследничка на Дракенбург и Ринтелн, дъщеря на Франц фон Хале-Дракенбург-Ринтелн (1509 – 1553) и Кристина Рамел († 1533). Майка му има зестра четири тона злато, в над 400 000 гулден за заложени документи.
Родът Рантцау принадлежи към най-богатите и влиятелни фамилии на Шлезвиг-Холщайн, през 16 и 17 век е собственик на ок. 70 имоти в страната.
Като млад той пътува през Европа и също до Константинопол, Йерусалим и Средиземно море. След това той става командир на датската крепост Кронборг, по-късно „амт-ман“ във Фленсбург и след това в Хадерслебен/Хадерслев. След смъртта на баща му той е издигнат на щатхалтер в кралската част на [[Шлезвиг-Холщайн. Повечето време обаче той е войник. Той е награден с „Елефантен-орден“ на 2 ноември 1616 г.
С разрешение на краля той участва в поход при принц Мориц Орански. Крал Кристиан IV му дава командване в Калмарската война против Швеция (1611 – 1613). В последвалата Тридесетгодишна война той не участва.
Герхард (Герд) Рантцау умира след два месеца на 68 години на 28 януари 1627 г. в Копенхаген, преди войната в Шлезвиг-Холщайн да започне.

## Фамилия
Герхард (Герд) Рантцау се жени за Тале Тагесдатер Тот (1550 – 1611).
Герхард (Герд) Рантцау се жени втори път 1613 г. за Доротея фон Брокдорф († 1630), дъщеря на Детлеф фон Брокдорф (1559 – 1628) и Ида фон Рантцау († 1596). Те имат децата:
- Йолгард Катарина фон Рантцау († 1675), омъжена 1642 г. за Детлев фон Брокдорф († 1670)
- Кристиан фон Рантцау (* 2/12 май 1614, замък Хадерслебен, Дания; † 8/18 ноември 1663, Копенхаген), имперски граф, женен на 31 юли/10 август 1636 г. в Ицехое за Доротея фон Рантцау (* 29 януари/8 февруари 1619, Щайнбург; † 9 април/5 ноември 1662, Фленсбург), дъщеря на Детлев Рантцау (1577 – 1639) и Доротея фон Алефелд (1586 – 1647)
- Ида (1616 – 1658), омъжена 1635 г. за Паул фон Рантцау (1598 – 1670), господар на Боткамп Доберсторф
- Анна Кристина фон Рантцау (1617 – 1680), омъжена 1633 г. за Франц фон Рантцау-Залцау (* 30 ноември 1606; † 1677)
- София фон Рантцау (* 4 февруари 1620, Брайтенбург; † октомври 1697, Ролсторф), омъжена I. на 5 август 1633 г. в Итцехое за генерал Вулф Хайнрих фон Баудисин (* 1579, Лупа, Саксония; † 24 юни 1646, Белшвиц при Грауденц), II. на 21 юли 1649 г. за генерал Кай фон Алефелд († декември 1670, Шлезвиг)
- Хедвиг Маргарета Елизабет фон Рантцау (1624 – 1706 в Хилдесхайм), омъжена 1636 г. за Йосиас Рантцау (* 18 октомври 1609, Боткамп при Кил; † 14 септември 1650 в Париж)